# Anarhofeminizam
Anarhofeminizam je društvena teorija i praksa koja je nastala spojem anarhizma i feminizma. Ona, poput anarhizma, teži da ukine sve forme dominacije čoveka nad čovekom, a posebno stavlja naglasak na ukidanje dominacije muškarca nad ženom, u čemu se ogleda feministička komponenta, jer smatra da je tradicionalna anarhistička teorija propustila to da naglasi. 
Žele ukinuti patrijarhat, u smislu dominacije muškaraca nad ženama, koji smatraju osnovnom vrstom ugnjetavanja, koja se provlači kroz sve sfere. Takođe su za ukidanje nuklearne porodice, koju smatraju ekonomskom bazom kapitalizma. 
Jedan od poznatih slogana je "feminizam praktikuje ono što anarhizam propoveda." (Lin Ferou, "Feminizam je anarhizam") 
Tvrde da je feminizam anarhistički po svojoj teoriji i praksi, koja se ogleda u odbacivanju autoriteta, hijerarhije i vođstva. Pa čak i da ide korak dalje od anarhizma, jer pokazuje, da je pravo lice autoriteta, hijerarhije i vođstva, struktura muške moći. 
Stavljanje naglaska na male grupe kao osnovne organizacijske jedinice, okupljanje na federalističkim principima, uverenje da donošenje odluka mora biti kolektivno, predanost direktnoj akciji, koncentrisanje na to kako živimo svoje živote, i razvijanje ljubavi i poverenja su primeri koji pokazuju kako su žene došle do anarhističkih polazišta, objašnjavaju anarhofeministkinje. 
"Ne želimo ništa manje od potpune slobode - rodnu i socijalnu revoluciju. Kreativno uništenje trostrane dominacije patrijahata, države i kapitala."